# Мост Лугоу
Мост Лугоу (кит. трад. 盧溝橋, упр. 卢沟桥, пиньинь Lúgoū qiáo, Лугоу цяо (Лугоу мост), Мост Марко Поло — десятипролётный средневековый каменный арочный мост через реку Юндинхэ на юго-западной окраине городской зоны современного Пекина, в 15 км от исторического центра города.

## История
Мост над рекой, именовавшейся в ту пору Лугоу (卢沟), был выстроен из цельного гранита в 1189—1192 годах. Он неоднократно обновлялся, в частности в 1698 году. Длина моста 266,5 метров, ширина 9,3 метров. С обстрела моста японцами в июле 1937 года началась Вторая японо-китайская война, завершившаяся лишь с окончанием Второй мировой войны (подробнее см. инцидент на мосту Лугоу).
В Англии есть легенда, что это то самое сооружение, которое поразило воображение венецианского путешественника Марко Поло в XIII веке.

## Архитектура
Главным украшением моста являются старинные изваяния львов, причём на голове, лапах и других частях тела каждой статуи можно разглядеть миниатюрных львят. При открытии моста на нём было 627 львиных изображений, в настоящее время их осталось 482 (по другим подсчётам — 496).
Вход на мост с востока защищался крепостью Ваньпин. У неё всего двое ворот — восточные и западные, и мост начинается от её западных ворот. В настоящее время внутри крепости находится Музей Второй японо-китайской войны, а также жилые кварталы и различные лавочки, ориентированные на туристов.
При входе на мост с востока стоят парные стелы, на одной из которых начертано стихотворение императора Цяньлуна «Луна на рассвете над Люгоу», сложенное при созерцании этого сооружения. При выходе с моста на запад имеется другая стела, посвящённая перестройке моста императором Цянлуном в 50-й год его царствования, стоящая на ушастой черепахе «биси» (赑屃).
С началом XXI века вода Юндинхэ перенаправляется в другие районы Пекина, поэтому под мостом часто нет воды.

## Галерея

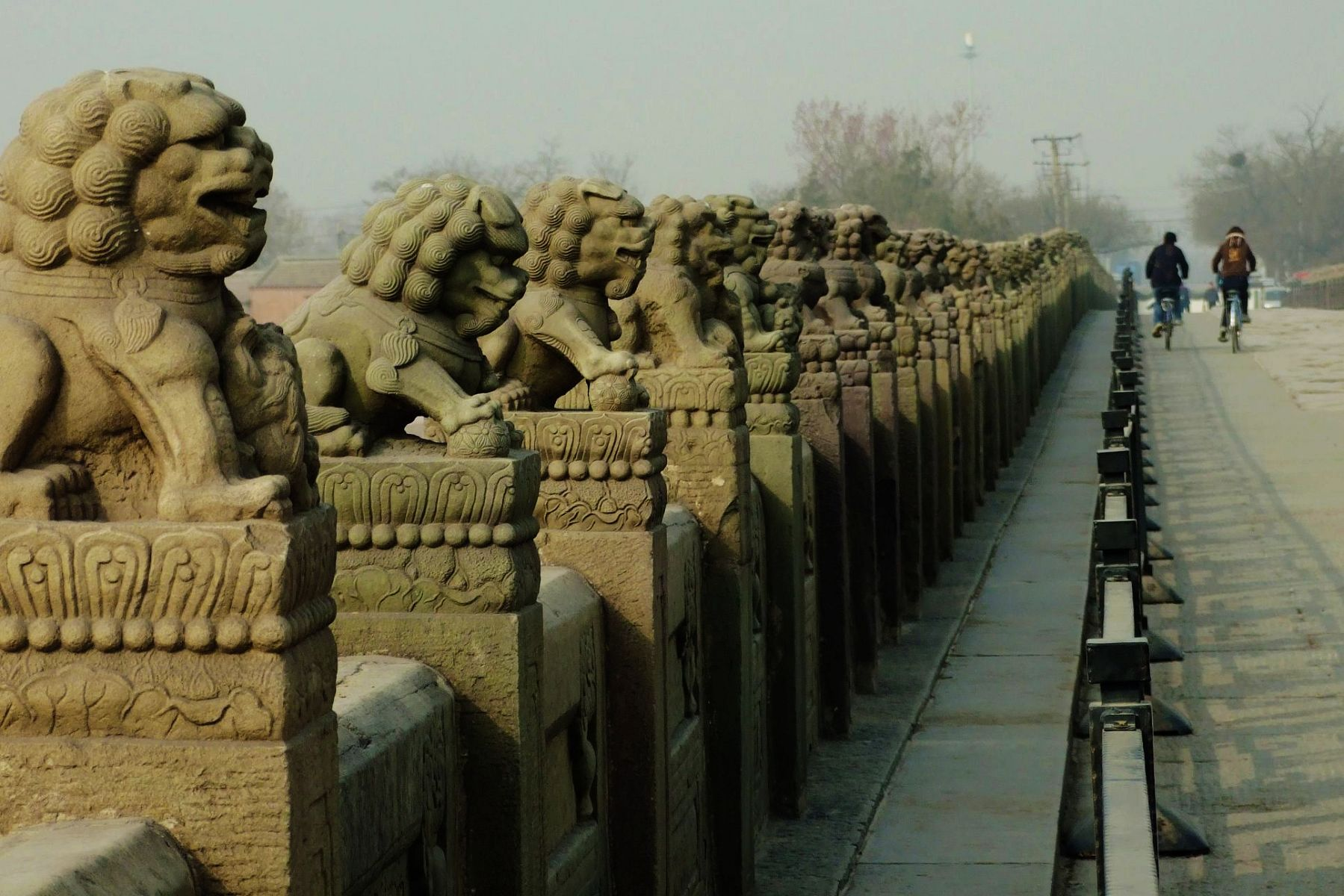
Фигуры львов на перилах
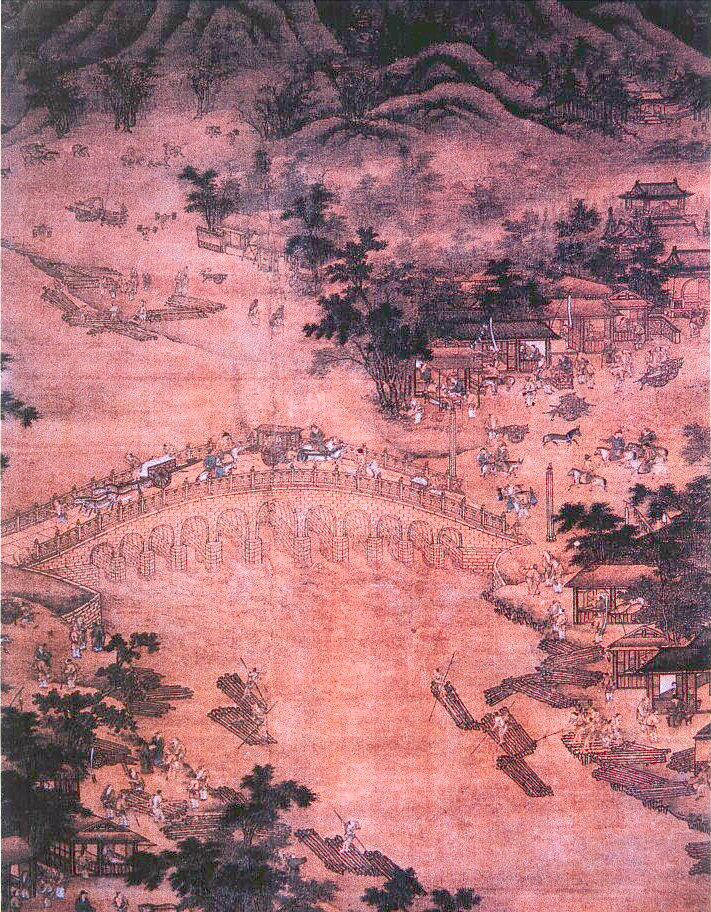
Изображение моста (работа 1266 года)
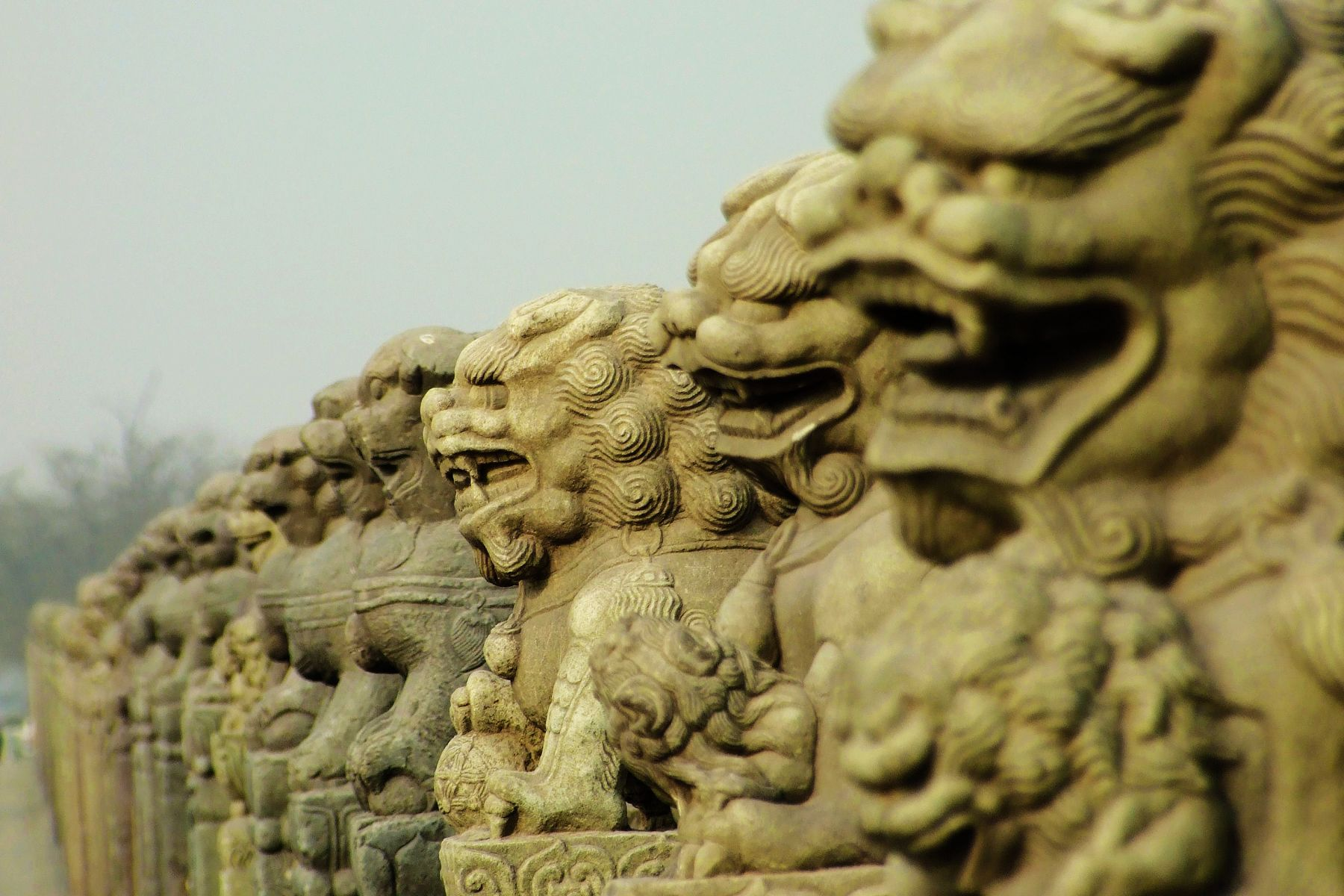
Фигуры львов